# Tritodynamia intermedia
Tritodynamia intermedia is een krabbensoort uit de familie van de Macrophthalmidae. De wetenschappelijke naam van de soort is voor het eerst geldig gepubliceerd in 1935 door Shen.